# Pedro e Os Lobos (banda)
Pedro e Os Lobos é o projeto a solo do músico português Pedro Galhoz, fundado na cidade de Almada em 2010. 
Marcado pela sonoridade indie rock, tendo as guitarras como figura central das composições, Pedro e Os Lobos tem a particularidade da constante rotação dos músicos. Por um lado, a componente ao vivo é suportada por uma banda em formato de quarteto, por outro, o trabalho de estúdio recorre a um leque variado de convidados.

## História
Formado na final de 2010, Pedro e Os Lobos é um projeto solitário e ousado que cruza vários estilos musicais dentro do universo rock, com maior incidência no indie rock. Idealizado por Pedro Galhoz – guitarrista, compositor e mentor da banda – as suas composições refletem inquietações, sentimentos e observações sobre a vida. Com a experiência adquirida nas bandas LovedStone, e depois Plastica, com vários trabalhos de sucesso editados na década de 1990, Pedro decidiu, em 2010, constituir uma banda de suporte ao vivo e convidar outros músicos que assegurassem as vocalizações em estúdio. Sendo esses músicos apenas colaboradores, que entram e saem sem haver uma estrutura de banda fixa, Pedro resolveu chamar-lhes Lobos.
Apresentaram no 18 de março de 2011, no Centro Cultural Olga Cadaval, em Sintra, o álbum homónimo que foi bem aceite pela crítica, mas deixou grande expetativa sobre a qualidade nas futuras edições. O concerto serviu de ponto de partida para uma digressão nacional. No disco de estreia, com edição e distribuição da Ranging Planet, foi notório o cruzamento de várias culturas e estilos musicais, os ambientes cinemáticos e a paixão pelos velhos mestres do blues. Para single de apresentação foi escolhido o tema "Foi Por Amor Que Me Entreguei", uma canção sobre o amor universal e a entrega incondicional sem criar qualquer expetativa de retorno. No dia 1 de maio de 2013, foi editado o single "Há Lá Coisa Mais Bela" com a participação vocal de Ana Figueiras, mas a solidez do projeto chegou no ano seguinte com o lançamento, no dia 6 de outubro, do álbum Um Mundo Quase Perfeito (2014) que catalisou Galhoz para o reconhecimento a nível macional. O single de apresentação foi a canção "Alma e Sangue" interpretada pela fadista Aldina Duarte. Pouco depois foi dado a conhecer o segundo single "Volta à Morte" com vocalização de João Rui dos A Jigsaw. O álbum é composto por sete temas e conta com as vozes de António Manuel Ribeiro dos UHF e Carlos Nobre (ex Da Weasel), respetivamente, nos temas "O Diabo Sabe o Meu Nome" e "Num Mundo Quase Perfeito". Tó Trips, dos Dead Combo, participa com a guitarra acústica no tema "Os braços do Sol". Trata-se de um trabalho realista, puro e sem subterfúgios, perdendo por vezes o equilíbrio das palavras e o politicamente correto, com letras desprovidas de grandes revestimentos, puras na sua essência e no relato da condição humana. O título do disco é revestido de ironia, pois assenta num paralelismo em que se compara o mundo que temos com o que poderíamos ter.
É a minha forma de olhar o mundo ou pelo menos parte dele. Passamos a vida a julgar e a ser julgados, a travar lutas mesquinhas, a bater palmas a grandes feitos (insignificantes), a sofrer as dores dos povos oprimidos, mas à distância. No entanto, não somos capazes de resolver problemas básicos da humanidade, como por exemplo o da fome. Continuamos a mostrar a guerra e a esconder o amor! É portanto, um mundo quase perfeito.—  Pedro Galhoz fala da mensagem do disco Um Mundo Quase Perfeito.
Um Mundo Quase Perfeito foi idealizado por Pedro Galhoz como sendo o 'lado A' de um trabalho a ser complementado com o lançamento de um álbum denominado 'lado B'. O novo disco, com edição da Altafonte, foi lançado dois anos depois, no dia 4 de novembro de 2016, com o título Este Chão Que Pisamos. O primeiro avanço foi o single "Um Dia Assim" que contou com a vocalização de Jorge Benvinda, dos Virgem Suta. Outros convidados deram voz às palavras de Pedro Galhoz, como é o caso de Adolfo Luxúria Canibal, no tema "Somos Pró Que Somos", e de Viviane em "O Tempo é Ferro". De salientar a versão instrumental do tema "Andaluzia", editado originalmente no álbum de estreia, em 2011, e que pertence à banda sonora da curta metragem Luto Branco (2015). No terceiro trabalho o autor continuou a mostrar a paixão pela mistura de diferentes culturas, pelo deserto, pelas bandas sonoras e pelos clássicos do folk rock americano. No dia 12 de janeiro de 2018 foi lançado o single "Espera Por Mim", uma canção simples, que promove a união e a solidariedade. Para o autor: "Na solidão não existe riqueza".
A 7 de fevereiro de 2020 foi apresentado o quarto álbum de estúdio Depois da Tempestade, um disco que aborda temas mais universais do que os temas intimistas dos trabalhos anteriores. O trabalho da banda tem uma forte mensagem de união, solidariedade e de humanização. O single de apresentação foi “Corro Com o Vento”, uma canção inspiradora que encoraja a superação de obstáculos e nos faz acreditar que ainda vale a pena sonhar e lutar pelos sonhos.

## Membros
| Integrante - Pedro Galhoz – guitarra e teclados (2010-presente) | Banda de suporte ao vivo - Nelson Correia – vocal e guitarra - João Monteiro – Baixo elétrico - Rui Freire – bateria |

Convidados (Os Lobos) 
| - Nadia Sousa – vocal (álbum de 2011) - João Beato – vocal (álbum de 2011) - Carlos Menezes – Baixo (álbum de 2011) - Bruno Andrade – Bateria (álbum de 2011) - Patrícia Andrade – vocal (álbum de 2014) - Rui Freire – bateria (álbum de 2014) - Bruno Camilo – piano (álbum de 2014) - Roger Jordão – bateria (álbum de 2014) - Aldina Duarte – vocal (álbum de 2014) - João Rui – vocal (álbum de 2014) - António Manuel Ribeiro – vocal (álbum de 2014) - Carlos Nobre – vocal (álbum de 2014) - Tó Trips – guitarra (álbum de 2014) - Rui Berton – bateria (álbum de 2014) | - Ivan Cristiano – bateria (álbuns de 2014 e 2016) - João Novais – contrabaixo (álbuns de 2014 e 2016) - Marisa Anunciação – vocal (álbuns de 2014 e 2016) - Guilherme Pimenta – bateria (álbum de 2016) - Viviane – vocal (álbum de 2016) - Jorge Benvinda – vocal (álbum de 2016) - Sónia Oliveira – vocal (álbum de 2016) - Adolfo Luxúria Canibal – vocal (álbum de 2016) - Joana Machado – vocal (álbum de 2016) |

## Discografia
| Álbuns de estúdio - Pedro e os Lobos (2011) - Um Mundo Quase Perfeito (2014) - Este Chão Que Pisamos (2016) - Depois da Tempestade (2020) | Singles - "Foi Por Amor Que Me Entreguei" (2011) - "Andaluzia" (2011) - "Há Lá Coisa Mais Bela" (2013) - "Alma e Sangue" (2014) - "Volta à Morte" (2014) - "Um Dia Assim" (2016) - "Espera Por Mim" (2018) - "Corro Com o vento" (2020) |